# Adam Ernest
Adam Ernest (* 1. ledna 1993 Praha) je český divadelní, filmový a televizní herec.
Vystudoval pražskou DAMU (obor činoherní herectví). Je držitelem ceny Jiřího Adamíry za mimořádné tvůrčí úspěchy v průběhu studia. V letech 2016 až 2023 byl v angažmá Činoherním studiu v Ústí nad Labem. Jeho snoubenkou je Kamila Trnková, se kterou má dva syny, a to Ernesta a Josefa.

## Filmografie

### Filmy
- 2019 – Párty Hárd
- 2021 – Minuta věčnosti
- 2022 – Párty Hárder: Summer Massacre
- 2022 – S písní v tísni
- 2023 – Bratři
- 2023 – O malých věcech
- 2023 – Případ se štěnicí
- 2024 – Jedna noc
- 2024 – Vánoční pásmo Život není krásný
- 2025 – Vyšehrad²

### Seriály
- 2019 – Sever
- 2019 – Strážmistr Topinka
- 2020 – Einstein – Případy nesnesitelného génia
- 2020 – Místo zločinu Ostrava
- 2020 – Poldové a nemluvně
- 2021 – Hvězdy nad hlavou
- 2021 – Kukačky
- 2022 – Případy mimořádné Marty
- 2023 – Bodyguardi
- 2023 – Kukačky
- 2023 – Na vlnách Jadranu
- 2023 – Sedm schodů k moci
- 2023 – Specialisté
- 2024 – Náhradníci
- 2024 – Odznak Vysočina
- 2024 – Stíny v mlze